# Phyllophaga bicavifrons
Phyllophaga bicavifrons är en skalbaggsart som beskrevs av Chapin 1932. Phyllophaga bicavifrons ingår i släktet Phyllophaga och familjen Melolonthidae. Inga underarter finns listade i Catalogue of Life.